# Прикордонна війна (1910—1919)
Прикордона війна або Прикордонна кампанія (англ. Border War, англ. Border Campaign) — серія бойових дій, які відбулись на американо-мексиканському кордоні під час мексиканської революції.

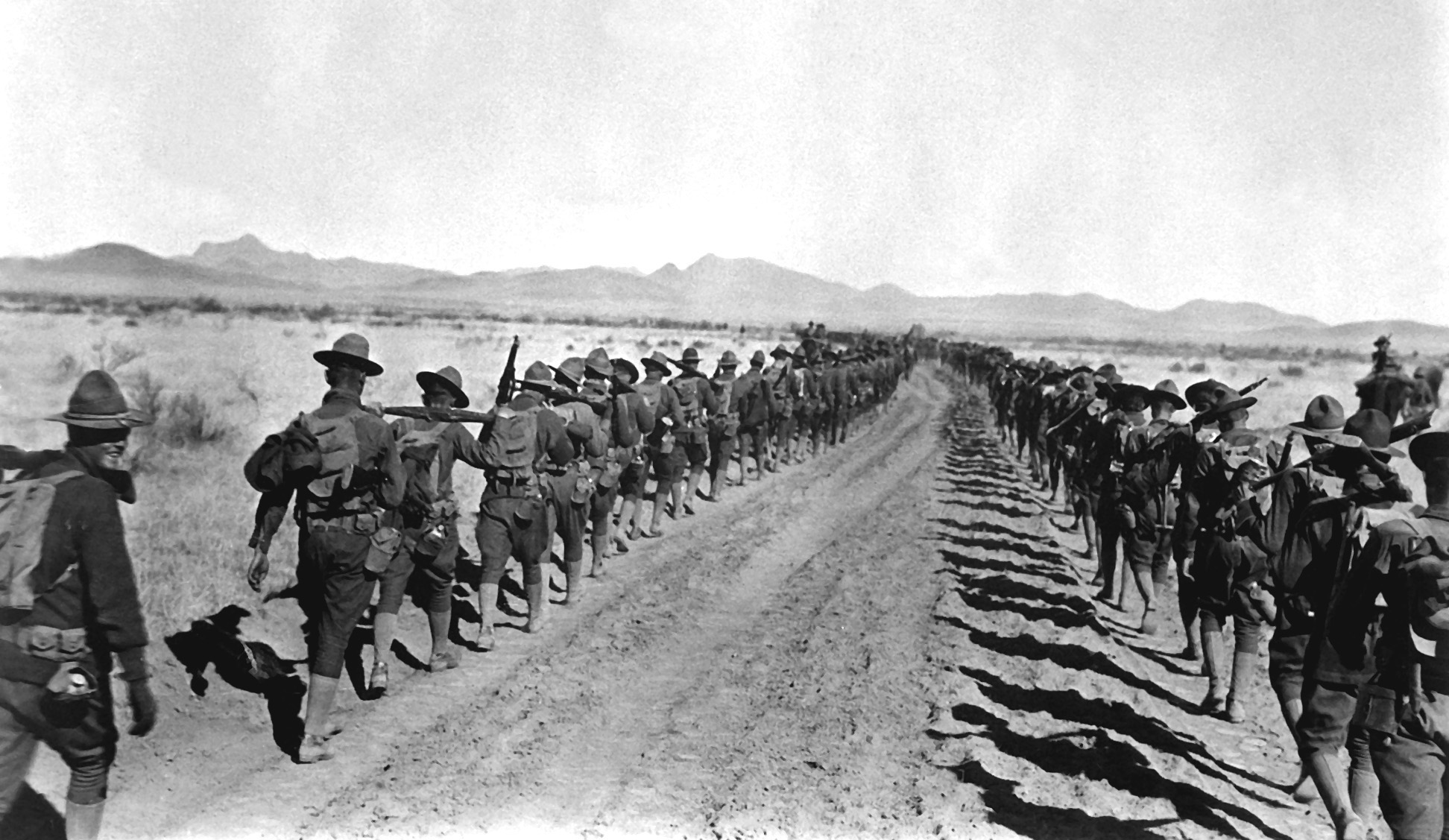
Американська піхота повертається на батьківщину, січень 1917

Бандитські війни в Техасі були частиною прикордонної війни. З самого початку революції армія Сполучених Штатів була розміщена на кордоні та брала участь у кількох конфліктах з мексиканськими повстанцями. Розпал конфлікту припав на 1916 рік, коли революціонер Панчо Вілья напав на американське прикордонне місто Колумбус, штат Нью-Мексико. У відповідь на це армія Сполучених Штатів, під керівництвом генерала Джона Першинга, почала експедицію в північну Мексику, щоб знайти і захопити Вілью. Хоча операція пройшла успішно, сам революціонер втік і американська армія повернулась в Сполучені Штати в січні 1917 року. Війна була однією з найяскравіших подій епохи Старого Заходу.

### Нотатки
1. ↑  Villistas: 373+ повстанців загинули, 19 полонених[6][7]
Carrancistas: 142+ повстанців загинуло[6][8]
Federales: 202+ солдатів[9][10] та 150+ ополчення[11] загинуло.
2. ↑  «Кілька сотень» мирних жителів загинуло у Веракрусі[12] і 100 мирних жителів, загинуло в Амбос-Ногалес (деякі, можливо, були Villistas)[13].